# Naddatki (SIMC 0015088)
Naddatki – kolonia w Polsce położona w województwie lubelskim, w powiecie bialskim, w gminie Łomazy. Miejscowość leży w pobliżu wsi Jusaki-Zarzeka.
W latach 1975–1998 miejscowość należała administracyjnie do województwa bialskopodlaskiego.

## Kolonie Naddatki w gminie Łomazy
W gminie Łomazy istnieją trzy miejscowości podstawowe typu kolonia o nazwie Naddatki. Niniejszy artykuł dotyczy kolonii, która posiada identyfikator SIMC 0015088. Pozostałe dwie to kolonia Naddatki, która posiada identyfikator SIMC 0015250 oraz kolonia Naddatki, która posiada identyfikator SIMC 0015421.